# Invitation Only
Invitation Only — 絕命派對 en xinès; Jue Ming Pai Dui en pinyin— és una pel·lícula taiwanesa de terror amb tocs de cinema gore, estrenada l'any 2009, dirigida per Kevin Ko.

## Argument
Joves d'ambdós sexes (Wade, Richard, Hitomi, Holly i Lin) amb pocs diners tenen l'oportunitat de conviure amb un reduït nucli exclusiu de gent molt rica i famosa, gràcies a una invitació privilegiada. A la trobada, reben la sorpresa que els seus somnis poden ser realitat. Però un malson comença: sense voler, participen en un joc mortal davant un públic sàdic. Només voldran escapar.

## Repartiment
Protagonistes principals:
- Bryant Chang (en el paper de Wade Chen)
- Jerry Huang (Mr. Yang president d'una gran companyia)
- Julianne Chu (Hitomi)
- Maria Ozawa (Dana, l'amant del cap)
- Kristian Brodie (Warren)
- Joseph Ma (legislador Lin)
- Kao Yin-Hsuan (Richard Kao)
- Vivi Ho (Holly)
- Vince Gao
- Lene Lai (noia que balla)
- Adriene Lin